# Ігнашкін Гаврило Іванович
Гаврило Іванович Ігнашкін (рос. Гавриил Иванович Игнашкин; 10 (23) лютого 1917, Кутьма — 26 січня 2005) — радянський військовий льотчик, Герой Радянського Союзу.

## Біографія
Народився 10 (23 лютого) 1917 року в селі Кутьмі (тепер Болховського району Орловської області) в сім'ї селянина. Росіянин. У 1936 році закінчив середню школу в місті Краснодарі.
У Червоній Армії з 1936 року. У 1938 році закінчив Сталінградську військово-авіаційну школу пілотів. Служив в авіаційних частинах Київського військового округу. Член ВКП(б) з 1940 року.
Учасник німецько-радянської війни з червня 1941 року. Бойову діяльність розпочав у складі 245-го штурмового авіаційного полку. 28 серпня 1941 року під час виконання бойового завдання по розгрому мотомехчастих противника був важко поранений. По січень 1942 року перебував у госпіталі на лікуванні.
У липні і серпні 1942 року, діючи на Сталінградському фронті, лейтенант Ігнашкін 121 раз водив групи в складі 5—6 літаків на штурмовку танкових угруповань противника в районі населених пунктів Калач і Котельниково. В результаті успішних атак було знищено до 30 ворожих танків. До серпня 1942 року здійснив 93 бойових вильоти на штурмовку оборонних рубежів, скупчення живої сили й бойової техніки противника.
Указом Президії Верховної Ради СРСР від 5 листопада 1942 року за зразкове виконання бойових завдань командування на фронті боротьби з німецькими загарбниками і проявлені при цьому відвагу і геройство Гаврилу Івановичу Ігнашкіну було присвоєно звання Героя Радянського Союзу з врученням ордена Леніна і медалі «Золота Зірка» (№ 764).
У 1947 році закінчив Вищі офіцерські льотно-тактичні курси удосконалення офіцерського складу. У 1963 році підполковник Г. І. Ігнашкін звільнився в запас. Жив у Києві. Помер 26 січня 2005 року. Похований на Байковому кладовищі в Києві.

## Нагороди
Нагороджений орденом Леніна, трьома орденами Червоного Прапора, орденом Олександра Невського, двома орденами Вітчизняної війни 1 ступеня, двома орденами Червоної Зірки, медалями.